# Chondroscaphe escobariana
Chondroscaphe escobariana är en orkidéart som först beskrevs av Dodson och Tilman Neudecker, och fick sitt nu gällande namn av Rungius. Chondroscaphe escobariana ingår i släktet Chondroscaphe och familjen orkidéer.
Artens utbredningsområde är Colombia. Inga underarter finns listade i Catalogue of Life.